# 馬塔蒂勒
馬塔蒂勒是南非的城鎮，位於該國東部，由東開普省負責管轄，距離科克斯塔德70公里，面積6.74平方公里，2001年人口5,214，人口密度每平方公里770人。